# 謝爾久基 (奧列夫斯克區)
51°5′25″N 27°34′33″E / 51.09028°N 27.57583°E
謝爾久基（烏克蘭語：Сердюки），是烏克蘭北部的村莊，隸屬日托米爾州的科羅斯滕區。該村始建於1780年，面積0.91平方公里，海拔高度187米，2001年人口360，人口密度每平方公里395.6人。